# Diospyros intricata
Diospyros intricata és una espècie d'arbust, pertanyent a la família de les ebenàncies, endèmica del Golf de Califòrnia.

## Etimologia
- Diospyros: (διόσπυρον): nom genèric que procedeix del grec Διός "de Zeus" i πυρός "gra o fruit" pel que significa originalment "gra o fruit de Zeus".[2]
- intricata: del llatí intricatus (intricar) pel patró del seu ramatge embolicat i atapeït.

## Noms vernacles
Se li anomena com guayparín, sapotilla o zapotillo.

## Descripció
Arbust o rares vegades un arbre xicotet de fins a 5,5 m d'altura, semicaducifoli o possiblement tardanament caducifoli, sovint bifurcat, que desenvolupa brots llargs i curts. L'escorça grisa o blanquinosa, llisa (grisa pàl·lid o marró rogenc en rames joves). Les gemmes, rames i fulles joves densament cobertes amb indument. Les branques més velles, sovint grises, amb escletxes longitudinals marrons poc profundes. Les fulles estan marcades per la nervadura central. Els pecíols són d'1 mm de llarg, 0,8 mm de grossària, coberts amb un indument prim com el de les rames. La limbe és obovat, 1-2.5 de llarg, 0.5-1.5 cm d'amplària (les fulles són més grans en les rames llargues), unes 3,5 vegades més llargues que amples, parcialment glabres. L'àpex de la fulla àmpliament arredonit. La base dels limbes és cuneada, el marge de les fulles sencers. Les inflorescències són cimes, les masculines presenten 1-4 flors i les femenines 1, col·locades en l'axil·la de les fulles caduques penjant de xicotets pedicels amb el mateix indument que el de les rames. Les bractèoles són de 1,8-3 mm de llarg i 0,5-1,5 mm d'ample, obtuses, densament piloses en la part inferior i glabres especialment al llarg els marges. Les flors són trímeres, xicotetes, de color crema i fragants. El fruit és una baia de 2-11 mm de llargària i 1-2 mm de grossària, densament pilós fins a 6 llavors el·líptiques dins, globós o globós deprimit pels extrems, i fins a 1,5-2 cm de diàmetre. El color canvia de verd a groc verdós quan és immadur, marró groguenc o ataronjat amb un sabor dolç quan està fresc, i marró clar o més fosc quan s'asseca. És suau al tacte, i amb una epidermis fortament adherida quan és sec, i està mitjanament cobert amb pèls adherits o escampats quan és glabre, excepte en l'àpex i la base quan madura, desprenent-se amb el calze. La pell és prima però ferma. Floreix de maig a juny, i ocasionalment al setembre. Fructifica d'agost fins a abril, la qual cosa implica que se'n cullen al desembre.

## Hàbitat, distribució i ecologia
Aquesta espècie habita en substrats granítics dels vessants rocosos i terres arenoses de base granítica o amb un matollar desenvolupat al llarg del Golf de Califòrnia (0-300 msnm).
Es pot trobar al sud de la Baixa Califòrnia (La Paz, Mèxic) al Golf de Califòrnia des del cab de Los Frailes i el cab de San Lucas. També a l'Illa Cerralvo, concretament hi ha poblacions a la porció nord-est de l'illa prop de l'ancoratge de Limona, i al llarg d'un gran congost que s'endinsa en les muntanyes i els seus vessants adjacents.
Aquest caqui ve associat per vegetació de matollar insular per espècies com ara Lysiloma candidum, Cyrtocarpa edulis, Bursera microphylla, Pachycereus pringlei, Stenocereus thurberi, Fouquieria diguetii, Olneya tesota, Jatropha cuneata i Antigonon leptopus.

## Biologia
Es creu que la hibridació amb altres espècies del gènere Diospyros és estranya, però s'ha observat que a vegades es formen híbrids intermedis entre subespècies en els límits dels seus rangs de distribució.

## Usos
Els fruits són mengívols quan estan madurs, però la fusta és massa molla per a ser útil en ebenisteria. Diferents animals es mengen les fruites, especialment gats muntesos, coiots, raboses i diverses espècies d'ocells. Els ocells obren la fruita sense llevar-la de l'arbust, deixant-ne així les pells penjant de les branques.